# Ludwig Vogelmann

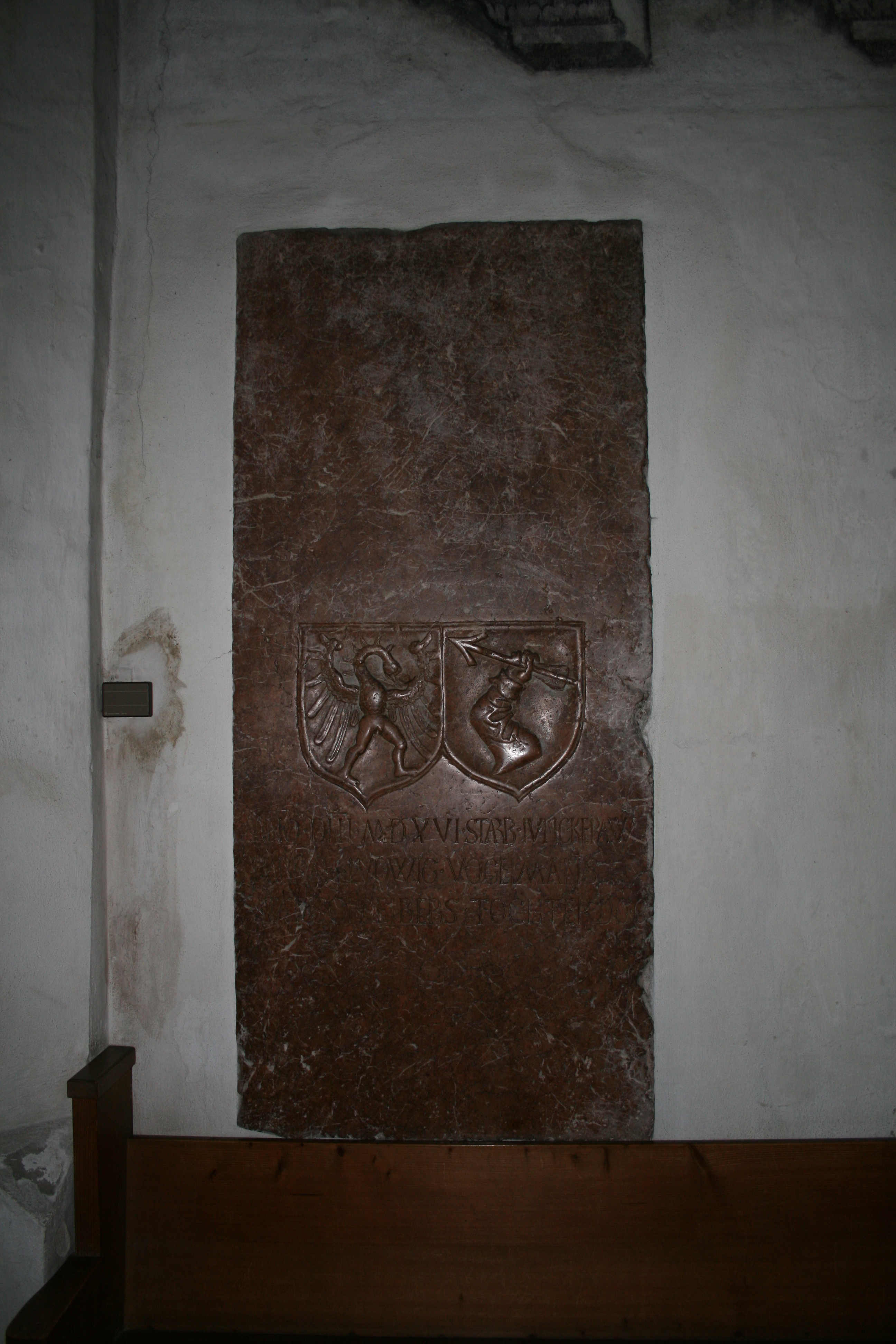
Epitaph der Barbara Vogelmann, einer Tochter Ludwig Vogelmanns in der Kinderlehrkirche

Ludwig Vogelmann (* 1478 in Schwäbisch Hall; † 9. Januar 1531 in Memmingen) war Stadtschreiber im oberschwäbischen Memmingen und massiver Gegner der Memminger Reformation.

## Leben
Ludwig Vogelmann wurde 1478 in Schwäbisch Hall geboren. Nach seinem Studium in Heidelberg wurde er 1508 Stadtschreiber in Memmingen. Auf ihn geht eine Verwaltungsreform in Memmingen zurück, welche die Stadtkanzlei gegenüber den Stiftungspflegern und dem Stadtammann zu stärken versuchte. In dieser Stellung stiftete er in der katholisch gebliebenen Kinderlehrkirche ein Fresko mit einer Schutzmantelmadonna. Als es ab 1523 zur Reformation in Memmingen kam, stellte er sich auf die Seite der römisch-katholischen Kirche. Nachdem die Reformation in Memmingen immer mehr Anhänger gefunden hatte, legte er am 15. April 1524 sein Amt nieder. Er erbat im August 1524 beim Rat der Stadt eine Genehmigung, für drei Jahre außerhalb der Stadt zu wohnen, was ihm gewährt wurde. Daraufhin schrieb er an seine Kammertüre im Antonierhaus, in dem er kurzfristig wohnte Gott sieg, das, die mich uss der statt treyben, nit uber ein jar darinn bleiben.L.V. nahm eine Stelle beim Bistum Augsburg als bischöflicher Sekretär an.  Als er zum Jahreswechsel 1530/1531 in Memmingen mit einem kaiserlichen Geleitbrief im Antoniterkloster übernachtete, wurde er am 8. Januar 1531 von der Memminger Miliz aus dem Kloster gezerrt, gefoltert und schon am folgenden Tag auf dem Marktplatz hingerichtet. Der Prozess, den Vogelmanns Nachkommen daraufhin gegen die Reichsstadt Memmingen führten, zog die Aufmerksamkeit des gesamten Deutschen Reiches auf sich. Am Schluss kam es zwischent Memmingen und Vogelmanns Erben zu einem außergerichtlichen Vergleich. Die Entschädigungssumme von 3.000 Gulden wurde den Erben von den im Auftrag des Schmalkaldischen Bundes als Schlichter eingesetzten Reichsstädten Augsburg, Konstanz und Lindau bezahlt.